# Middeltone
Middeltone er et stemningsprincip (Temperament), der var populært i renæssancen og langt op i barokken, og som ofte beskrives ved at tilbyde rene, store tertser. Resultatet er meget vellydende akkorder for tonearter med få fortegn, hvorimod tonearter med mange fortegn er komplet ubrugelige. Af samme årsag blev stemningsprincippet forladt i takt med barokkens eksperimenteren med melodi og harmonik, der stillede krav om stadig mere avancerede modulationer til andre tonearter. Der er tale om et generelt princip for stemning af et instrument, med stor mulighed for variationer, og det er derfor ikke et fastlagt stemningsprincip som fx Valotti temperatur.

## Stemning
Alle stemningsprincipper, ikke blot middeltone, benytter en kæde af kvinter og kvarter, hvor det er forstemningen af kvinten og kvarten, der er afgørende for, hvilken stemning (temperatur) der sættes. Middeltone tager normalt udgangspunkt i tertsen F-A, der dannes ved en kæde af kvinter og kvarter som F-C-G-D-A. Der er dog ikke noget krav om at benytte netop dette interval, og der kan ligeledes benyttes en anden stemmetone end A. Et eksempel kunne være tertsen C-E med stemmetone C. Uanset valget af udgangsinterval, vil der maksimalt kunne dannes otte vellydende, store tertser; de resterende fire tertser vil være stærkt forstemte og kan ikke anvendes. Dertil kommer en ulv-kvint. Trods "faldgruberne" var princippet meget udbredt og de problematiske intervaller kom ikke i spil ved musik med højest to fortegn.
Af de mange muligheder skal et udvalg omtales .
- 1/3 komma middeltone har helt ren, lille terts, hvorimod den store terts er lidt mindre end ren. Kvinterne forstemmes ganske meget og stemningen omtales i 1571 som "kraftløs", så det har næppe været et ret udbredt stemningsprincip.

- 1/4 komma middeltone har helt rene, store tertser. Stemningsprincippet tager udgangspunkt i en stor terts, for eksempel intervallet F-A, der stemmes helt rent. Kæden af kvinter og kvarter F-C-G-D-A dannes og de fire intervaller forstemmes ligeligt indtil den store terts er ren; kvinter stemmes mindre end ren og kvarter stemes større end ren. Ved forstemningen vil intervallet støde (svæve, vibrere). Derefter dannes de øvrige toner som forstemte kvinter over eller under de fastlagte toner.

- 1/5 komma middeltone har let forstemte store tertser. Stemningen sættes på samme måde som 1/4-komma middeltone, men svævningen (stødtonerne) er her nogenlunde den samme for terts, kvart og kvint. Der er referencer til dette stemningsprincip allerede fra 1533. Lignende stemningsprincipper findes, for eksempel under betegnelsen 2/9-komma middeltone, og dertil andre varianter, hvor tertsen er stemt større end ren.

Som et kuriosum nævnes, at 1/11-komma middeltone giver den velkendte ligesvævende temperatur.

## Teori
At der overhovedet er behov for stemningsprincipper skyldes Pytagoras komma, der kort kan beskrives ved at seks store sekunder ikke kan danne en oktav. En stor sekund dannes af en opgående kvint og en nedgående kvart, og for at oktaven kan blive ren må mindst et af intervallerne forstemmes. Ved middeltone fordeles fejlen ligeligt over alle kvinter, og dermed alle kvarte, og konsekvensen heraf hævdes at være et særkende for middeltone: hovedparten af de store sekunder er ens – det er dog også tilfældet med den ligesvævende temperatur.

### Omtydning
En væsentlig konsekvens ved middeltone er, at akkordernes toner ikke kan omtydes; det vil for eksempel sige, at tangenten es (skrevet som Eb i kvintrækken herunder) kan benyttes som grundtone i Es-dur, men den er ikke anvendelig som dis (D#) i H-dur. Begrundelsen skal søges i kvintrelationerne. Med udgangspunkt i tertsen F – A fastlægges forstemningen af kvinterne F-C-G-D-A, og derefter stemmes de øvrige kvinter med samme forstemning.
Eb – Bb – F – C – G – D – A – E – H – F# – C# – G# – D#
Hvis tertsen F-A stemmes rent så tvinges intervallet til 5/4 = 1,2500. Kaldes kvintens interval for K vil de fire kvinter danne intervallet K4 = 5, idet der inkluderes to oktaver ud over tertsen (fx F-C-G-D-A, hvor A havner to oktaver og en terts over F, hvis der ikke veksles mellem kvinter og kvarter). Følgelig bliver hver kvint på K = 1,4953. En ren kvint er på 3/2 = 1,5000 så forstemningen er -0,31 %. Det er tæt på 1/4 af Pytagoras komma, hvorfor denne stemningsvariant kaldes for 1/4 komma middeltone.
Dannes hele kæden af 12 kvinter fra Eb til D# findes K12/64 = 1,9531 når der ses bort fra 6 oktavspring (derfor division med 26 = 64). Oktaven burde være 2/1 = 2,000 så tonen D# når ikke op på Eb; forskellen er med cirka 2,3 % over en tredjedel af et halvtonetrin, og det kan absolut ikke ignoreres i et musikstykke. I den tidlige barok blev det problem søgt løst ved at dele tangenten i to (dis/es), og tilsvarende for gis (gis/as), idet tangenten for gis ikke kunne anvendes som as. Det kan ses som at timeglasset er ved at rinde ud for middeltone; barokkens behov for modulation banker på, men man vil ikke opgive de ualmindeligt vellydende akkorder med få faste fortegn. Andre løsninger på det problem ses som eksempelvis Valotti, Kirnberger og Werkmeister, hvor der forsøges opnået et kompromis, så alle akkorder kan spilles uden de delte tangenter. I de nævnte tilfælde er akkorder omkring C (få fortegn) mere vellydende end de mere "fjerne" tonearters akkorder.

### Store tertser
Tre store tertser skal ideelt danne en oktav, for eksempel C-E-G#-H#, men H# havner ikke der hvor C ligger. Problemet er helt analogt til problemet med de tolv kvinter, for tre tertser dannes netop af tolv kvinter. Den rene terts er på 5/4 = 1,25 så de tre tertser giver 1,253 = 1,9531. Den eneste måde, der kan dannes rene, store tertser på, er ved at ofre den ene af tertserne. Benyttes rene tertser for C-E og E-G# tvinges man til at acceptere en groft forstemt terts på G#-H#. Tolket som Ab-C forstås hvorfor der ikke kan spilles i Ab-dur. Der kan dannes i alt fire kæder med hver tre tertser, så der må ofres fire store tertser for at opnå otte rene tertser. Med den foreslåede stemning bliver et muligt valg af otte gode tertser og fire komplet uanvendelige tertser:
C-E og E-G#, samt det uanvendelige interval G#-H# (Ab-C).
F-A og A-C#, samt det uanvendelige interval C#-E# (Db-F).
Bb-D og D-F#, samt det uanvendelige interval F#-A# (Gb-Bb).
Eb-G og G-H, samt det uanvendelige interval H-D#.
Det umiddelbart største problem med stemningen er at H-dur ikke kan bruges på grund af tertsen H-D#. Det giver problemer i E-dur, idet dominanten mangler, og i A-dur, hvor vekseldominanten mangler. I den anden retning er Ab-dur ikke brugbar på grund af tertsen Ab-C, og det giver et problem i Eb-dur, der mangler en subdominant. Det giver det resulterende omfang af "uproblematiske" tonearter til: Bb, F, C, G og D samt de tilhørende mol-tonearter; det er fra to b'er til to krydser.

### Ulv kvint
Alle kvintintervaller fra Eb-Bb til C#-G# er lettere forstemt, men absolut brugbare. Det er til gengæld ikke tilfældet for kvinten G#-D#, fordi tonen D# ikke er tilgængelig (den hedder Eb). Stemningen af tangenten til Eb umuliggør en samtidig brug som D# uden at dele tangenten op i to. Vælges det alligevel at bruge tangenten som D# vil intervallet G#-D# blive groft forstemt og er komplet ubrugeligt. Det betegnes som en "ulv kvint" og man benytter kun intervallet en enkelt gang, chokvirkningen er ret overbevisende.

## Reference
1. ↑  The New Groove, bind 18